# Corsier-sur-Vevey
Corsier-sur-Vevey (hasta 1952 Corsier) es una comuna suiza del cantón de Vaud, situada en el distrito de Riviera-Pays-d'Enhaut. Limita al norte con las comunas de Attalens (FR), Remaufens (FR) y Châtel-Saint-Denis (FR), al este con Saint-Légier-La Chiésaz, al sur con Vevey, y al oeste con Corseaux, Chardonne y Jongny.
La comuna hizo parte hasta el 31 de diciembre de 2007 del distrito de Vevey, círculo de Corsier.

## Personajes
- Charles Chaplin, se encuentra sepultado en el cementerio de la comuna.
- Graham Greene, se encuentra sepultado en el cementerio de la comuna.
- James Mason se encuentra sepultado en el cementerio de la comuna
- Paul Chaudet, consejero federal y presidente de Suiza (1959 y 1962).